# كأس نيوزيلندا 2006
كأس نيوزيلندا 2006 (بالإنجليزية: 2006 Chatham Cup)‏ هو موسم من كأس نيوزيلندا. فاز فيه Western Suburbs FC ‏.